# Менелай (първосвещеник)
Вижте пояснителната страница за други личности с името Менелай.
Менелай (Menelaus) е първосвещеник в Йерусалим от 171 пр.н.е. до 161 пр.н.е. Той последва Ясон, братът на Ониас III.
През 165 пр.н.е. в Юдея избухва въстанието на Макавеите по времето на селевкидския цар Антиох IV Епифан, който решава да „инспектира“ състоянието на съкровището във Втория храм. Първосвещеникът Менелай трябвало да остане в храма, което въстаниците не одобряват.